# Prix Italia
Prix Italia er en italiensk radio-, fjernsyns- og internet-pris. Den blev grundlagt på Capri i 1948 af den italienske medieinstitution RAI (daværende: Radio Italiana). Oprindeligt var prisen udelukkende tiltænkt radioprogrammer, men blev i 1957 udvidet til også at omfatte fjernsynsprogrammer og senere til også at omfratte Internettet.